# 马丁·霍利斯
马丁·霍利斯（英語：Martin Hollis，1971年6月20日—）是一名英国的电子游戏设计师。他曾担任英国著名游戏公司Rare的高层，在任天堂64上发行的《黄金眼007》和《完美黑暗》中，他都担任游戏的制作人兼总监。
马丁·霍利斯毕业于剑桥大学，他学习的是计算机科学专业。在1993年时，他进入游戏行业并加入Rare，在1998年的时候他离开Rare，加入任天堂北美为当时正在研发的新主机GameCube担任顾问。2000年，他在一个剑桥建立了自己的游戏工作室，该公司在2010年倒闭。